# Prior
En Prior er i den romersk-katolske kirke lederen af et munkekloster. Tilsvarende er en priorinde lederen af et nonnekloster. Det er oftest mindre klostre som ledes af en prior/priorinde, mens ledere af større klostre (abbedier) typisk er abbeder eller abbedisser. En prior/priorinde kan også være stedfortræder for abbeden/abbedissen i et abbedi.
| Kristendom | Spire Denne artikel om kristendom er en spire som bør udbygges. Du er velkommen til at hjælpe Wikipedia ved at udvide den. |